# Magnus Hörnell
Magnus Hörnell, svensk musiker, född 20 januari 1966 i Falun. Spelar sedan 1981 bas under pseudonymen Ernie Bazzo i punkbandet Asta Kask. Åren 1990–1994 spelade Hörnell i NEIN tillsammans med bland andra Patrick Trankell och Conny Melkersson – båda tidigare aktiva i exempelvis Rolands Gosskör.